# 1833 w sztukach plastycznych
Wydarzenia w sztukach plastycznych i wizualnych w 1833 roku.

## Urodzeni
- 20 stycznia - Edoardo Chiossone (zm. 1898), włoski grawer, malarz i kolekcjoner sztuki
- 29 stycznia - Carl Frederic Aagaard (zm. 1895), duński malarz
- 4 marca - Aleksander Gryglewski 1879), polski malarz
- 17 marca - Józef Górnicki (zm. 1897), polski rzeźbiarz i medalier
- 3 maja - Philip Hermogenes Calderon (zm. 1898), angielski malarz
- 20 czerwca - Léon Bonnat (zm. 1922), francuski malarz
- 26 sierpnia - Henry William Banks Davis (zm. 1914), angielski malarz
- 28 sierpnia - Edward Burne-Jones (zm. 1898), angielski malarz i grafik
- 8 września - Adrian Głębocki (zm. 1905), polski malarz, rysownik, litograf, ilustrator książkowy i pedagog
- 19 listopada - Andrzej Grabowski (zm. 1886), polski malarz
- 7 grudnia - Ignacy Jasiński (zm. 1878), polski malarz
- 15 grudnia - Valeriano Domínguez Bécquer (zm. 1870), hiszpański malarz
- Walery Gadomski (zm. 1911), polski rzeźbiarz
- Maria Magdalena Łubieńska (zm. 1920), polska malarka

## Zmarli
- 6 lipca - Joseph Nicéphore Niépce (ur. 1765), francuski fizyk i wynalazca, jeden z pionierów fotografii